# لورانس ليسيج
لورانس ليسيج (بالإنجليزية: Lawrence Lessig)‏ أكاديمي وناشط سياسي أمريكي وصاحب كتاب الثقافة الحرة. عمل أستاذاً للقانون في كلية الحقوق بجامعة ستانفورد كما أسس مركز ستانفورد للإنترنت والمجتمع. أعلن في ديسمبر من العام 2008 الانضمام إلى هيئة التدريس في كلية الحقوق في جامعة هارفارد. يعد ليسيج أحد أقوى عشر شخصيات مؤثرة في عالم الإنترنت.

## الميلاد
ولد في 3 يونيو، 1961 في رابيد سيتي، ولاية ساوث داكوتا - الولايات المتحدة، وحصل على بكالوريوس الاقتصاد وبكارليوس في الإدارة من جامعة بنسلفانيا، كما حصل علي الماجستير في الفلسفة من جامعة كامبريدج في إنجلترا، ودكتوراة من كلية الحقوق بجامعة ييل.
وفي مايو / أيار 2005، تبين أن ليسيج قد تعرض للإيذاء الجنسي من قبل مدير المدرسة الأمريكية بويشوير، التي كان قد حضرها كمراهق. وصلت ليسيج إلى تسوية مع المدرسة في الماضي، تحت شروط سرية. وكشف عن تجاربه في سياق دفاعه عن ضحية طالب آخر، جون هاردويك، في المحكمة. وفي آب / أغسطس 2006، نجح في إقناع محكمة نيو جيرسي العليا بتقييد نطاق الحصانة بشكل جذري، الذي كان يحمي المنظمات غير الربحية التي فشلت في منع الاعتداء الجنسي من المسؤولية القانونية.
ليسيج متزوجة من بيتينا نيويفيند، وهو زميل من جامعة هارفارد الألمانية المولد. متزوجان في عام 1999. هو ونويفيند لديهم ثلاثة أطفال (ويليم، تيو، وتيس).

## مواقفه
- لورانس ليسيج عضوٌ مؤسس في المجلس الإبداعي وعضو مجلس إدارة مركز البرمجيات الحرة وعضو مجلس إدارة سابق بمؤسسة الحدود الإلكترونية.
- عرف بأنه من دعاة تخفيض القيود القانونية المفروضة على حق المؤلف، والعلامات التجارية والبث الإذاعي، وخاصة في تطبيقات التكنولوجيا .
- أعلن في 2007 انه سيغير تركيز اهتمامه على حق المؤلف والمسائل ذات الصلة نحو التركيز علي الفساد السياسي.
- في فبراير 2008 تم إنشاء مجموعة على موقع فيس بوك لتشجيعه على ترشيح نفسه للكونغرس عن ولاية كاليفورنيا علي المقعد الشاغر بوفاة توم لانتوس إلا أنه اتخذ قرار عدم ترشيح نفسه لملء المقعد الشاغر بعد دراسة استكشافية للأمر ومع ذلك فقد أعلن في مؤتمر صحافي في مارس 2008 عن مشروعه لتغيير الكونغرس الأمريكي عبر إطلاق مشروع إنترنتي لتوفير الأدوات التكنولوجية التي تمكن الناخبين من اختيار ممثليهم ومسائلتهم والحد من تأثير المال على السياسة.

## وصلات خارجية
- لورانس ليسيج على موقع IMDb (الإنجليزية)
- لورانس ليسيج على موقع ميوزك برينز (الإنجليزية)
- لورانس ليسيج على موقع إن إن دي بي (الإنجليزية)
- لورانس ليسيج على موقع ديسكوغز (الإنجليزية)
- لورانس ليسيج على موقع قاعدة بيانات الفيلم (الإنجليزية)